# Абара
Abara (на японски: アバラ) е манга поредица от Цутому Нихей, за първи път издадена в японското списание Ултра Джъмп. В превод от японски abara означава ребра.

## История
Сюжетът се развива около същества, наречени Гауна. Те имат способността да контролират, видоизменят и оформят костите си като броня или оръжие. Съществуват два вида гауни – бели и черни. Белите са отрицателни герои, който се развиват и растат, консумирайки хора. Черните гауни имат задачата, да се противопоставят на белите и да ги унищожават. Историята проследява действията на черната гауна Кудоу Денджи (Kudou Denji), който първоначално използва фалшивото име Итоу Денджи.